# Parc Palmer
Ne doit pas être confondu avec Palmer Park (Chicago).
Le parc Palmer est un espace vert situé à Cenon, commune de la banlieue de Bordeaux, dans le Sud-Ouest de la France.

## Description

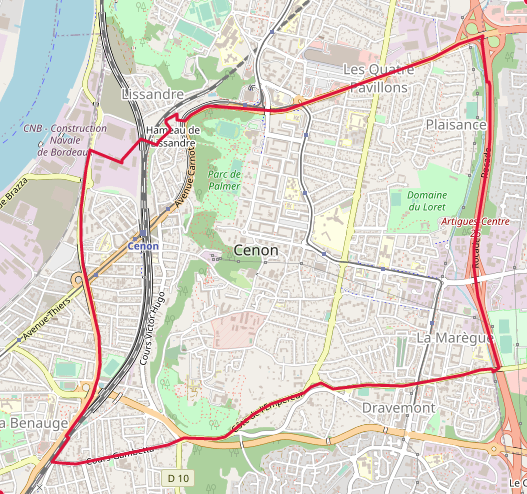
Situation du parc Palmer dans Cenon.

Le parc Palmer, à flanc de colline dans la commune de Cenon, s'étend sur près de 25 ha de prairies, massifs floraux et bosquets. Depuis la rive droite de la Garonne, il offre une vue panoramique sur Bordeaux et son agglomération.
C'est également un espace culturel et convivial, réunissant toutes les tranches d'âges et toutes les catégories socio-professionnelles. Il dispose de sentiers de promenade, d'équipements sportifs (terrains de rugby, piste d'athlétisme, tennis, maison des sports) et d'aires de jeux pour les enfants.
Le Rocher de Palmer, espace culturel moderne, y a été aménagé.
Le château abrite l'office culturel d'animation de Cenon et un vaste balcon-terrasse, porté par une série de colonnes jumelées, offrant une vue sur le parc environnant.

## Histoire
Cet ancien domaine privé, acquis par la ville dans les années 1960, sert d'écrin au château Palmer, vaste demeure bourgeoise édifiée au XVIIIe siècle.En conséquence, cet espace verdoyant est baptisé « parc Palmer », du nom d'un des anciens propriétaires du château, Charles Palmer, général de l'armée britannique et aide de camp du roi Georges IV. Il acheta le domaine en 1835.

### Le château Palmer

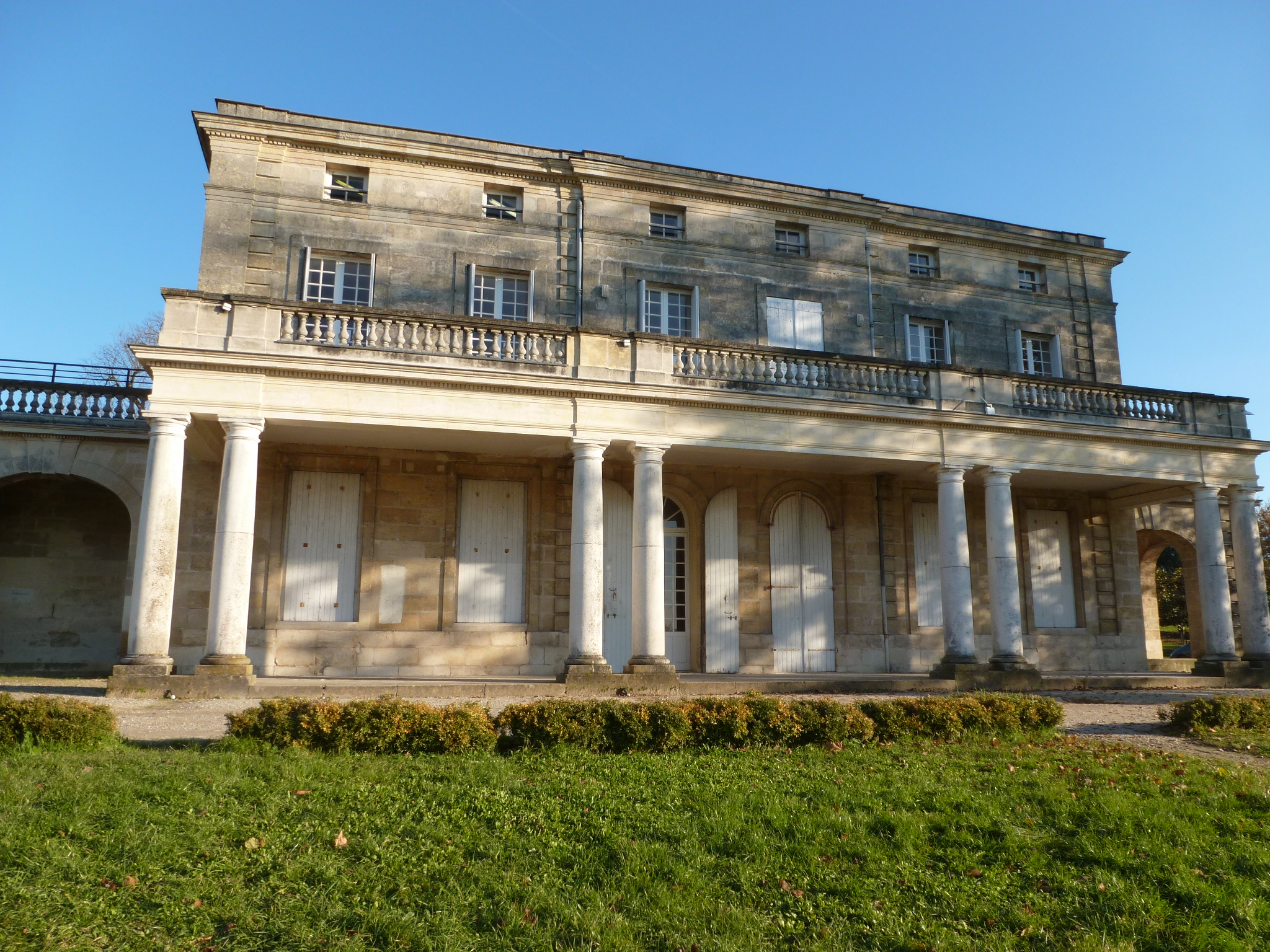
Le château Palmer.

Dans ce château du XIXe siècle qui a donné son nom au parc, doit être installé un cinéma d'art et d'essai du réseau Utopia. L'ouverture de ce dernier est prévue pour le second semestre 2025.

## Galerie

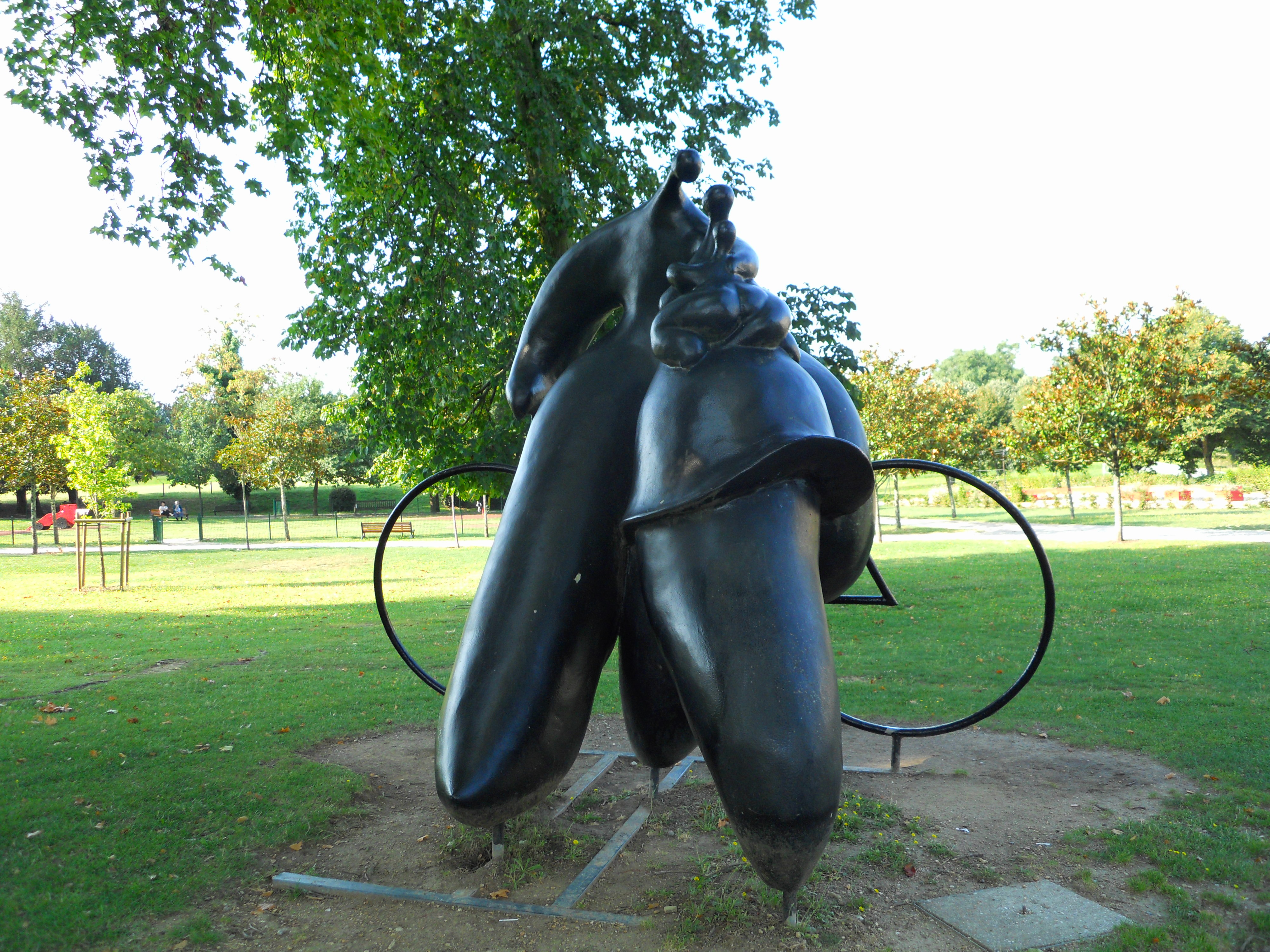
Statue dans le parc Palmer
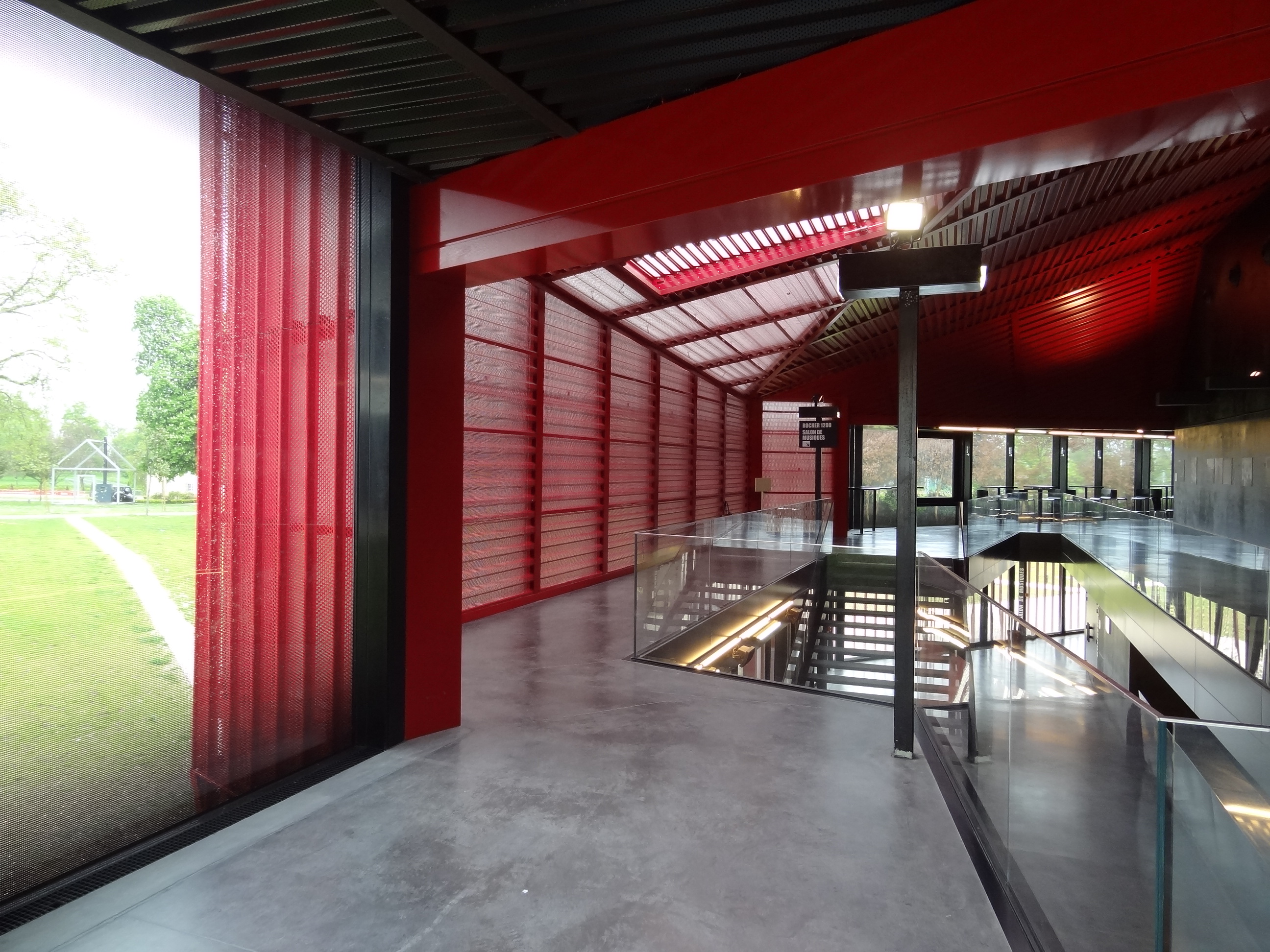
Une vue intérieure partielle du Rocher de Palmer.